# بحران دوم تنگه تایوان
بحران دوم تنگه تایوان (به انگلیسی: Second Taiwan Strait Crisis) که بحران ۱۹۵۸ تنگه تایوان هم شناخته می‌شود رویارویی بین جمهوری خلق چین و جمهوری چین بود. در این درگیری جمهوری خلق چین جزیره کینمن و مجمع الجزایر ماتسو در شرق چین را توپ باران نمود تا تایوان را از دست حزب ملی چین آزاد نماید و نیز تمایل ایالات متحده برای دفاع از تایوان را بسنجد.